# حوزه انتخابیه چهل‌وششم کالیفرنیا

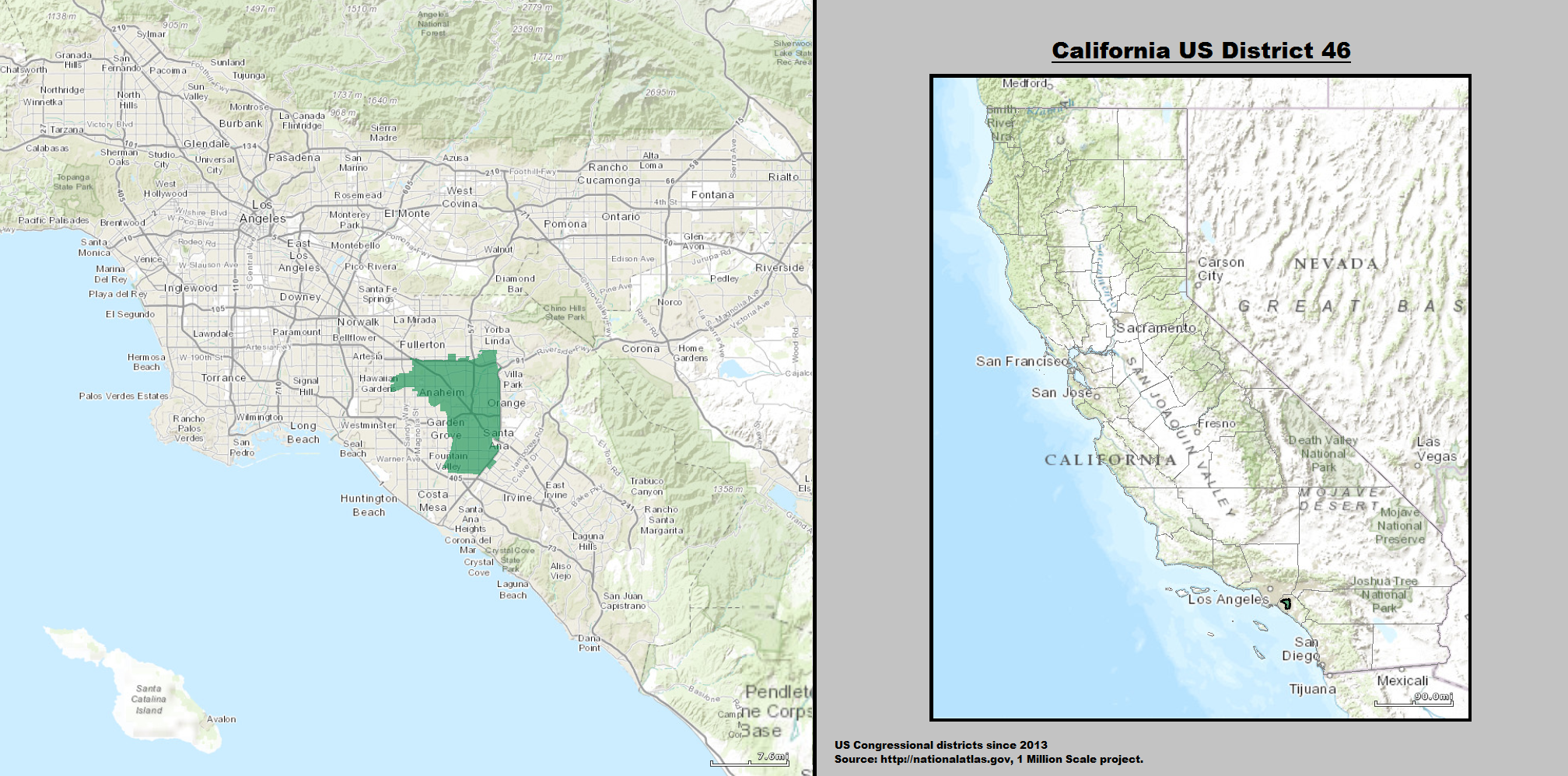
حوزه انتخابات در کالیفرنیا

حوزه انتخابیه چهل‌وششم کالیفرنیا یک حوزه انتخابیه مجلس نمایندگان آمریکا است که در ایالت کالیفرنیا قرار دارد.